# Lepidasthenia natans
Lepidasthenia natans är en ringmaskart som först beskrevs av Chamberlin 1919.  Lepidasthenia natans ingår i släktet Lepidasthenia och familjen Polynoidae. Inga underarter finns listade i Catalogue of Life.